# Tahmasb Mazaheri

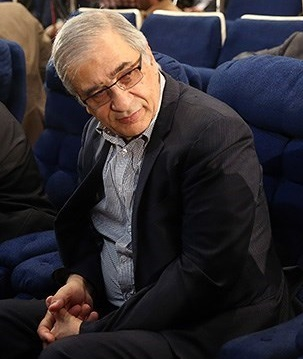
Tahmasb Mazaheri

Tahmasb Mazaheri (persisch طهماسب مظاهری; * 1953) ist ein iranischer Politiker und Ökonom und war von September 2007 bis September 2008 Gouverneur der Zentralbank der Islamischen Republik Iran.

## Werdegang
Tahmasb Mazaheri studierte an der Universität Teheran und schloss sein Studium mit einem Masterabschluss als Bauingenieur ab.
Von 1991 bis 1994 war er Generalsekretär der iranischen Zentralbank. Nach den Präsidentschaftswahlen 2001 wurde er in Mohammad Chātamis zweiter Amtszeit als Wirtschafts- und Finanzminister eingesetzt, jedoch noch vor Ende der Amtszeit im April 2004 vom Präsidenten wieder abgesetzt. Nach der Wahl Mahmud Ahmadinedschads bekleidete er von 2005 bis 2006 das Amt des Staatssekretärs in diesem Ministerium. Nachfolger als Minister wurde Safdar Hosseini. Anschließend wurde er Vorsitzender der iranischen Exportentwicklungsbank. Unter seiner Amtszeit stiegen insbesondere die Exporte nach Asien.
Nach der Absetzung seines Vorgängers Ebrahim Sheibani im Amt des Gouverneurs der iranischen Zentralbank am 26. August 2007 wurde Mazaheri am 5. September 2007 als neuer Zentralbankpräsident ernannt. Mazaheri galt als offener für die Reformvorstellungen Ahmadinedschads im Bankensektor, so etwa die Stärkung des Zinsverbots. Am Tag seiner Ernennung forderte er die Durchsetzung des islamischen Zinsverbots. Aufsehen erregte er auch durch die Meldung, dass der Prozess beinahe abgeschlossen sei, keine Exportgeschäfte mehr in US-Dollar abzuwickeln und nun begonnen würde, die Devisenreserven Irans ebenfalls vom US-Dollar auf andere Währungen umzuschichten.
Im September 2008 wurde Mazaheri durch Ahmadinedschad seines Amtes als Zentralbank-Gouverneur enthoben, sein Nachfolger wurde Mahmoud Bahmani.
Am 2. Februar 2013 berichtete die Bild am Sonntag, dass es sich bei dem aus der Türkei eingereisten Iraner, bei dem der Zoll am 21. Januar am Düsseldorfer Flughafen einen Scheck der Banco de Venezuela über 300 Millionen Bolívares (54 Millionen Euro) im Gepäck fand, Mazaheri gehandelt haben soll. Nach einem Monat Prüfung hat die Zollverwaltung den Check wieder zurückgegeben. Das Geld sei für den Bau von 10.000 Wohnungen vorgesehen, die mit Hilfe Irans in Venezuela entstanden seien. Nach Angaben des Zolls wurden keine Anhaltspunkte für eine strafrechtliche Ermittlung gefunden.